# 赤坂サカス

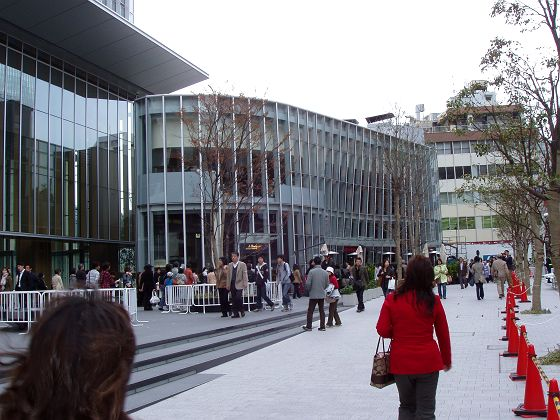
赤坂サカス外観

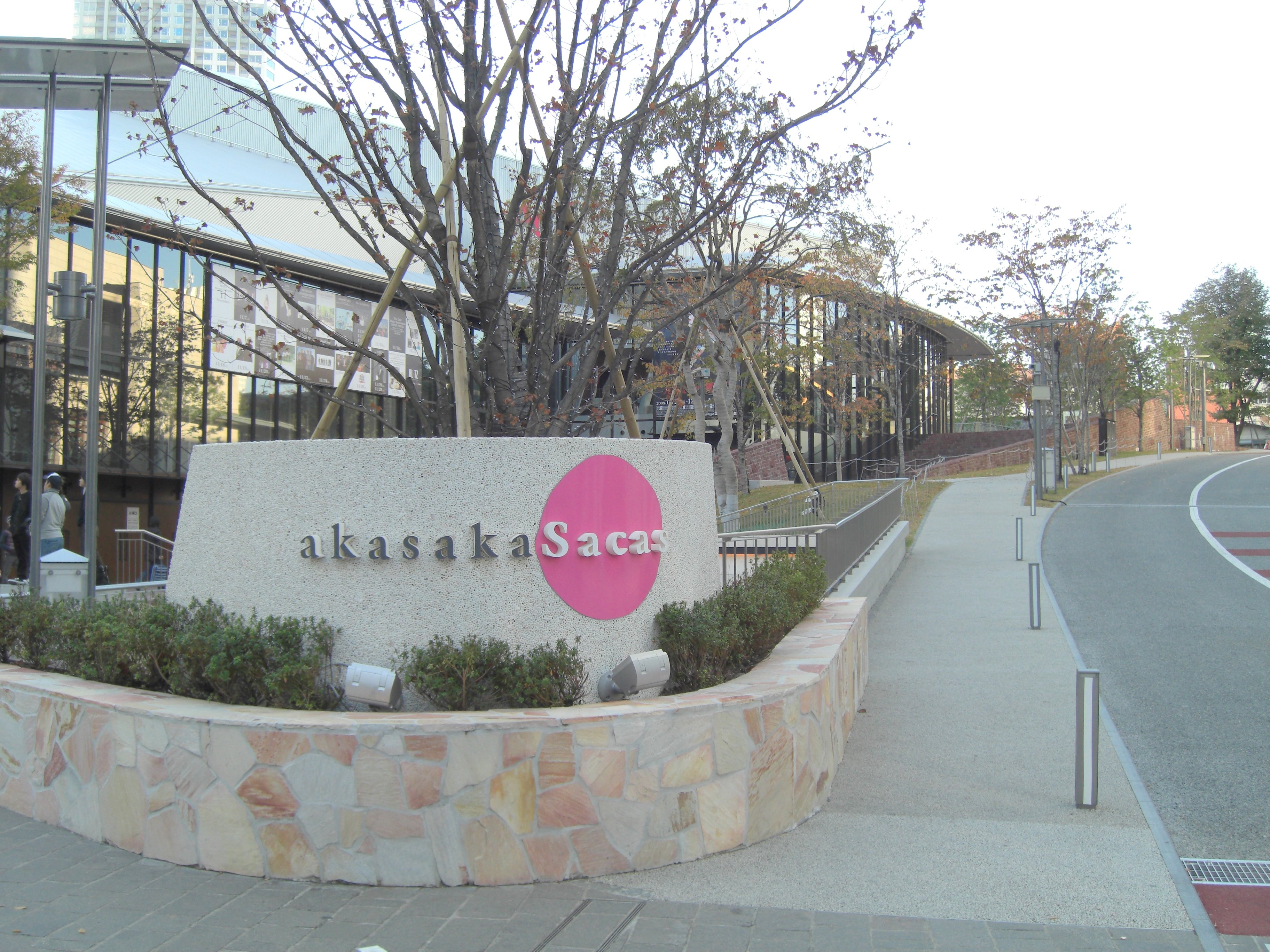
Sacas坂

赤坂サカス（あかさかサカス、akasaka Sacas）は、東京都港区赤坂5丁目に所在する再開発複合施設である。また、施設のひとつにTBSホールディングスやその子会社TBSテレビ・TBSラジオなどの本社が所在するTBS放送センター（ビッグハット）がある。
2009年度グッドデザイン賞、第51回BCS賞を受賞。

## 概要
TBSは1960年代後半、不動産子会社が高度経済成長の波に乗り、北海道・苫小牧の大規模レジャー施設や神奈川県逗子市の高級住宅地などを開発した。だが、1970年代の石油危機で業績が急速に悪化、三井不動産に譲渡された。1975年に諏訪博社長が打ち出した「あまり放送と関係のない事業に深入りするのは好ましいとは言えない」という関連事業拡大路線からの転換もあり、その後不動産事業には及び腰となった。
しかし、1994年（平成6年）に竣工したTBS放送センターへの本社移転に伴い、旧社屋跡地（2003年まで赤坂メディアビルとして使用）など約3.3ヘクタールを対象に「（仮称）赤坂五丁目 TBS開発計画」が推進されることになり、土地所有者であるTBSからデベロッパーである三井不動産に開発から施設運営までが一括委託され、2008年（平成20年）3月20日にグランドオープンした。総事業費は約770億円。
赤坂サカスには、地上39階、高さ約180mのオフィス・商業複合施設「赤坂Bizタワー」を中核に、既存の劇場「赤坂ACTシアター」、ライブハウス「赤坂BLITZ」（観覧機能付きスタジオに模様替えするため、2020年9月22日に閉館）、は建て直されたほか、地上21階、全133戸の賃貸住宅棟「赤坂 ザ レジデンス」などが新たに整備された。
TBSHDは不動産事業を主な収益源の1つにしており、本社がある東京・赤坂にちなんで「赤坂不動産」とも呼ばれる。これはテレビ放送を始めるにあたって、1953年（昭和28年）に旧日本軍の近衛歩兵第3連隊跡地を買収し、徐々に買い足し、約5.5ヘクタールにのぼる土地を保有していることに由来するものだが、1977年（昭和52年）から1981年まで全日の平均視聴率が民放トップだったものの、それ以降は長らく視聴率の低迷が続いたTBSにとって、赤坂サカスは収益を支える不動産事業の大きな柱となっている。
お台場のフジテレビ（レインボータウン）、汐留の日本テレビ（汐留シオサイト）、六本木のテレビ朝日（六本木ヒルズ）に続き、赤坂サカスは完成した。各局の移転・新築に関連した都市再開発事業としては唯一放送局主導で行われた計画であり、在京民放キー局はテレビ東京を除きいずれも社屋移転時に放送局を中心とした「街」を作り、そのいずれもが東京の新名所となっている。2008年（平成20年）夏には、TBS夏の大型イベント「夏Sacas'08」が初めて開催され、すでに放送局主催の大型イベントを開催してきたお台場（お台場新大陸等）、汐留（GO!SHIODOMEジャンボリー等）と肩を並べるようになった。

### 名称
赤坂サカスの「サカス」は、桜を咲かすという意味であると同時に、赤坂にたくさんある坂＝坂s＝「サカス」の意味もある。また「赤坂サカス」のローマ字表記「akasaka Sacas」を後ろから読むと「SACA・SAKA・SAKA」＝「坂・坂・坂」となる。

## 施設
- TBS放送センター（ビッグハット）
TBSホールディングス本社、TBSテレビ、TBSラジオ、BS-TBS、CS-TBSの各本社と演奏所
- Sacas広場
約1800㎡の広場。春期の「ママサカス」や冬季のスケートリンクなどイベントなどを開催[12]。2020年現在は芝生とウッドデッキが常設されている。
- TBS赤坂ACTシアター
- TBS AKASAKA BLITZ STUDIO
元々はライブハウス『赤坂BLITZ』として運営されていたが、観覧機能付きスタジオに模様替えするため、2020年9月22日に閉館。その後、仮囲いで立ち入りできなくなっていたが、2022年10月にスタジオとしての運用を開始した。
- 赤坂Bizタワー
- 赤坂 ザ レジデンス 
地下1階・地上21階建て、総戸数133戸の賃貸住宅である。奥まった高台に位置し[13]、扇を開くように各住戸を配置した。住戸のファサードを曲面にしたことで、窓やベランダから隣の住戸が見えなくなり、プライバシーが強化されている。また、フロント機能や24時間365日常駐のバレーサービスなど、ホテルライクなサービスも充実させた[2]。

### かつて存在した施設
- studio Sacas
Sacas広場に設置された常設テレビスタジオ。『イブニングワイド』終了後、本スタジオを使用するレギュラー番組がなくなったため解体された。
- SMAP SHOP
2009年に『SMAP SHOP09 in akasaka Sacas』が期間限定でオープン、以降も毎年、赤坂サカスでSMAP SHOPをオープンしていた。2016年末にSMAPが解散したため閉店した。
- TBSギャラリー
開業当時は「赤坂ギャラリー」という名称で、展示スペースとして一般にも貸し出されていたが、その後はTBSテレビ・TBSラジオの番組を紹介するスペースに改装されていた。BLITZ閉館直前に休館となり、ギャラリーがあったスペースには現在立ち入る事は出来なくなった。

## イベント開催実績
（※プロ野球・MLB選手の在籍球団は当時。）
- 2008年（平成20年）
  - 7月18日から8月31日まで、「TBSの夏祭り」と題して「夏 Sacas'08」を開催。
  - 9月10日から10月13日まで、「赤坂サカス」エリアを中心に、神社、料亭跡、旧小学校など、赤坂の街が展覧会場へと変えた「Akasaka Art Flower '08」を開催。
  - 12月5日から2009年2月5日まで、冬イベント「White Sacas The Rink at赤坂サカス」を開催。サカス広場にアイススケートリンク「The Rink at 赤坂サカス」が登場した。期間中224.6万人が来場した。
- 2009年（平成21年）
  - 3月20日から4月19日まで、「TBSの番組と花いっぱいの遊園地」と題して「花Sacas」を開催。
  - 7月18日から8月31日まで、前年に引き続き「夏 Sacas'09 SacasWaterPark」を開催。「水」をテーマに、シーラカンスの冷凍体の展示などが行われた。
  - 11月13日から2010年2月28日まで、前年に引き続き冬イベント「White Sacas '09-'10」を開催。テーマは「LOVE」。108日間にわたり開催。
  - 11月13日から11月18日まで、「素晴らしき野球 Field of DREAMS in akasaka Sacas」と題して、野球に関するイベントを開催。TBS放送センター1階では野球殿堂博物館の出張展示が行われ、WBC2009の優勝トロフィーや国旗、イチロー（マリナーズ）のスパイクなどが展示された。
  - 11月17日、赤坂BLITZにて野球日本代表（侍ジャパン）の表彰式が行われ、原辰徳監督（巨人監督）をはじめ侍ジャパンメンバーが勢ぞろいした。なお、イチローと松坂大輔（レッドソックス）は表彰式を欠席した。
  - 11月18日、「プロ野球コンベンション2009」（NPB主催による年間表彰式）を赤坂BLITZにて開催。MVPにはセ・リーグからアレックス・ラミレス（巨人）、パ・リーグからダルビッシュ有（日本ハム）がそれぞれ表彰された。なお、17・18日両日とも、サカス広場にレッドカーペットが登場し、この年に活躍したプロ野球選手らが赤坂サカスに来場したファンの前でレッドカーペットウォークを披露した。また、表彰式の模様は、Sacas400でも上映されたほか、J sports ESPNでも生中継された。
- 2010年（平成22年）
  - 6月4日から6月27日まで、日本を代表するラーメン店が集結する「最強ラーメン烈伝 in サカス」を開催。
  - 7月17日から8月31日まで、夏イベント「赤坂ビッグバン〜夏サカス2010〜」を開催。コンセプトは「赤坂で1日たっぷり遊ぼう!」。
  - 11月18日、前年に続いて「プロ野球コンベンション2010」（NPB主催）を赤坂BLITZにて開催。MVPにはセ・リーグから和田一浩（中日）、パ・リーグから和田毅（ソフトバンク）がそれぞれ表彰された[14]。また前年同様、サカス広場にレッドカーペットが登場し、表彰された選手らが、集まったファンの前でレッドカーペットウォークを披露した。イベントの模様はJ sports ESPNで生中継された（同日深夜に再放送あり）。なお、TBS放送センターでは「第43回日本有線大賞」の生放送があり、TBSおよび周辺で二つの表彰イベントが同時開催された。
- 2011年（平成23年）
  - 7月16日から8月31日まで、夏イベント「夏サカス2011〜笑顔の扉〜」を開催。
  - 9月17日から19日まで、TBSラジオ開局60周年記念イベント「感謝 de サカス!」を開催[15]。
- 2017年（平成29年）
  - 2月23日から26日まで、「キリン一番搾り　さっ、一緒に花見こたつ in 赤坂サカス」を開催。キリン一番搾り春限定パッケージ「春、そよぐ缶」の販売を記念して、本物の桜の下でこたつに入りながらキリン一番搾りに合う飲食が展開された。
  - 10月22日、日本では5年ぶりとなる、手作りカートイベント「RED BULL BOX CART RACE TOKYO 2017.」を開催。
- 2018年（平成30年）
  - 4月19日から27日まで、アクション＆アドベンチャーに特化した国際的なフォトコンテスト「RED BULL Illume」を開催。世界的に有名なメディアのフォトエディターら世界で活躍する人々が審査にあたり、最終選考に残った11カテゴリー55作品が出展された。夜間のみ（18時～22時）の開催。
  - 10月17日から18日の二日間、モスクワ文化に触れる無料イベント「日本におけるモスクワ文化の日」を開催。ロシア料理のサンプリング、ロシア雑貨等の物品販売、写真展やワークショップ、ロシアアニメの上映を実施。

## 「studio Sacas」を使用する番組
『イブニングワイド』終了後に取り壊され、現存しない。

### かつて使用していた番組
- サカスさん（2009年3月30日 - 2009年9月25日）※生放送
- イブニングワイド（2009年9月28日 - 2010年3月26日）※生放送

## エピソード

### グランドオープン
2008年2月1日、東京メトロ千代田線赤坂駅と赤坂Bizタワー間の連絡通路(Sacas Front)が開通し、赤坂サカス敷地内の一般通行が可能となった。連絡通路は赤坂駅改札と直結しており、途中赤坂ACTシアター・赤坂BLITZ方面と地上出口への階段との分岐地点にはMedia Stairsがあり、大階段の19段分にLEDディスプレーを備えた。 
朝の情報番組『みのもんたの朝ズバッ!』では、赤坂再開発の進捗状況をリポートし、みのもんた自ら建設現場に入り、グランドオープン当日にはSacas広場から公開生放送が行われた。同日は平日情報ワイド番組（『みのもんたの朝ズバッ!』『はなまるマーケット』『ピンポン!』『2時っチャオ!』『イブニング・ファイブ』）でも「春のサンクスデースペシャル」と題し、sacas広場で公開生放送とイベントを行い、16:00からは先述各番組の司会者が集結した特別番組が関東ローカルで放送された。このほか、3月22日の『王様のブランチ』と28日・29日の『オールスター感謝祭』でもサカスにまつわる企画が行われた。またTBSラジオのサテライトスタジオも仮設され、公開放送も繰り広げられた。
「赤坂なでしこ娘」（イメージガール）には、女優の松本若菜が起用された。

### その他
赤坂BLITZの壁面には、Sacas400といわれる400インチの大型ディスプレイが設置されているが、BLITZ閉館後は稼働していない。

## 交通アクセス
- 東京メトロ千代田線 赤坂駅直結
- 東京メトロ銀座線・ 丸ノ内線 赤坂見附駅ベルビー赤坂口より徒歩8分
- 東京メトロ有楽町線・ 半蔵門線 永田町駅から連絡通路を通って赤坂見附駅へ、赤坂見附駅ベルビー赤坂口より徒歩8分
- 東京メトロ銀座線・ 南北線 溜池山王駅7番出口より徒歩7分

## エリア放送
TBSテレビはホワイトスペース特区の先行モデルに選定され、実験試験局による実証実験を実施。
エリア放送の制度化後は地上一般放送局の第一号の免許を取得し、フルセグおよびワンセグエリア放送を実施している。
| 免許人            | 局名              | 呼出符号     | 物理チャンネル | 周波数        | 空中線電力 | ERP  | 業務区域                 |
| ----------------- | ----------------- | ------------ | -------------- | ------------- | ---------- | ---- | ------------------------ |
| 株式会社TBSテレビ | TBS赤坂エリア放送 | JOXZ3AA-AREA | 45ch           | 665.142857MHz | 10mW       | 16mW | 赤坂5丁目 赤坂サカス周辺 |

## ギャラリー

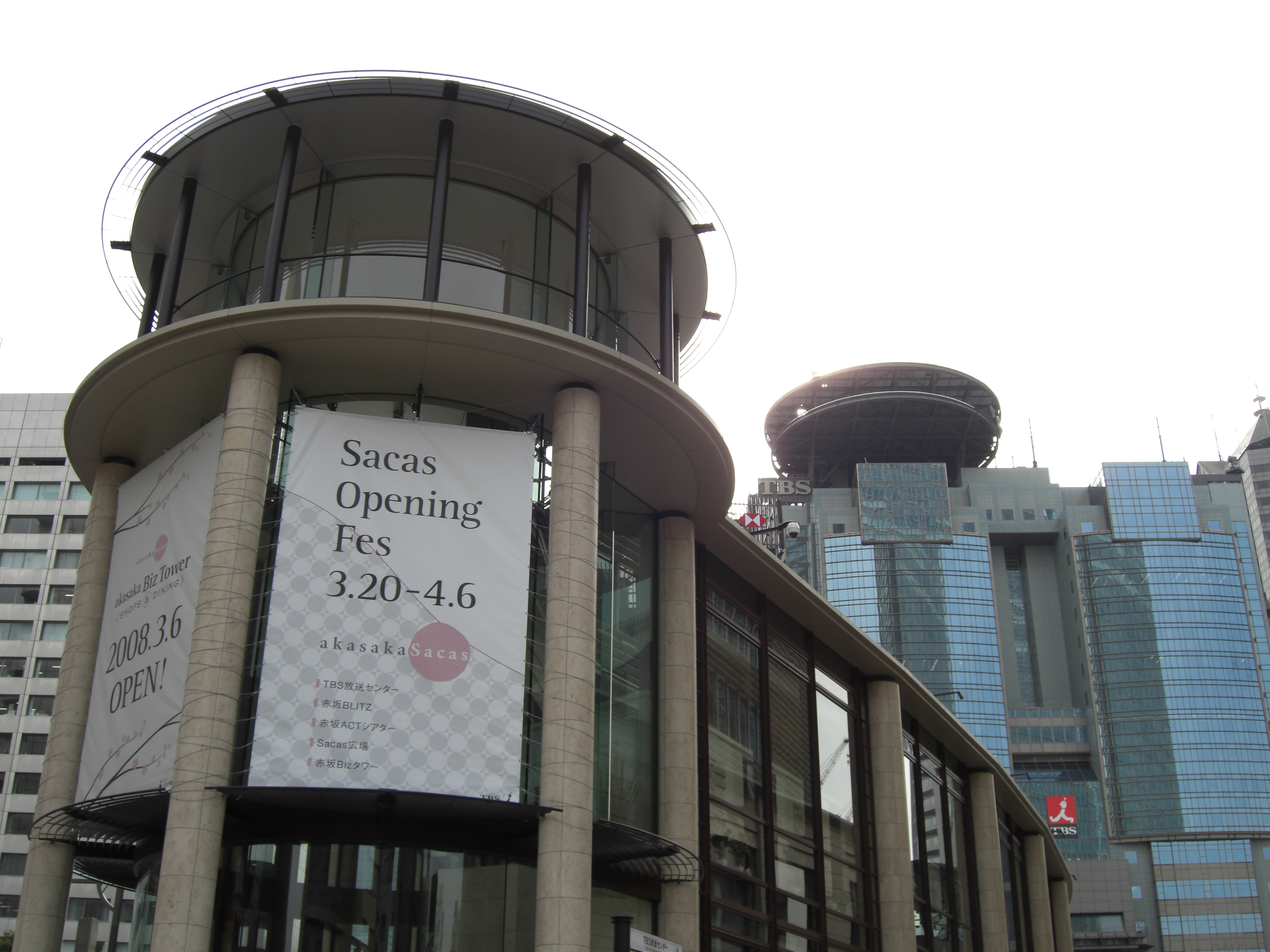
オープニングセールを告知する赤坂Bizタワーアネックス1（2008年3月）
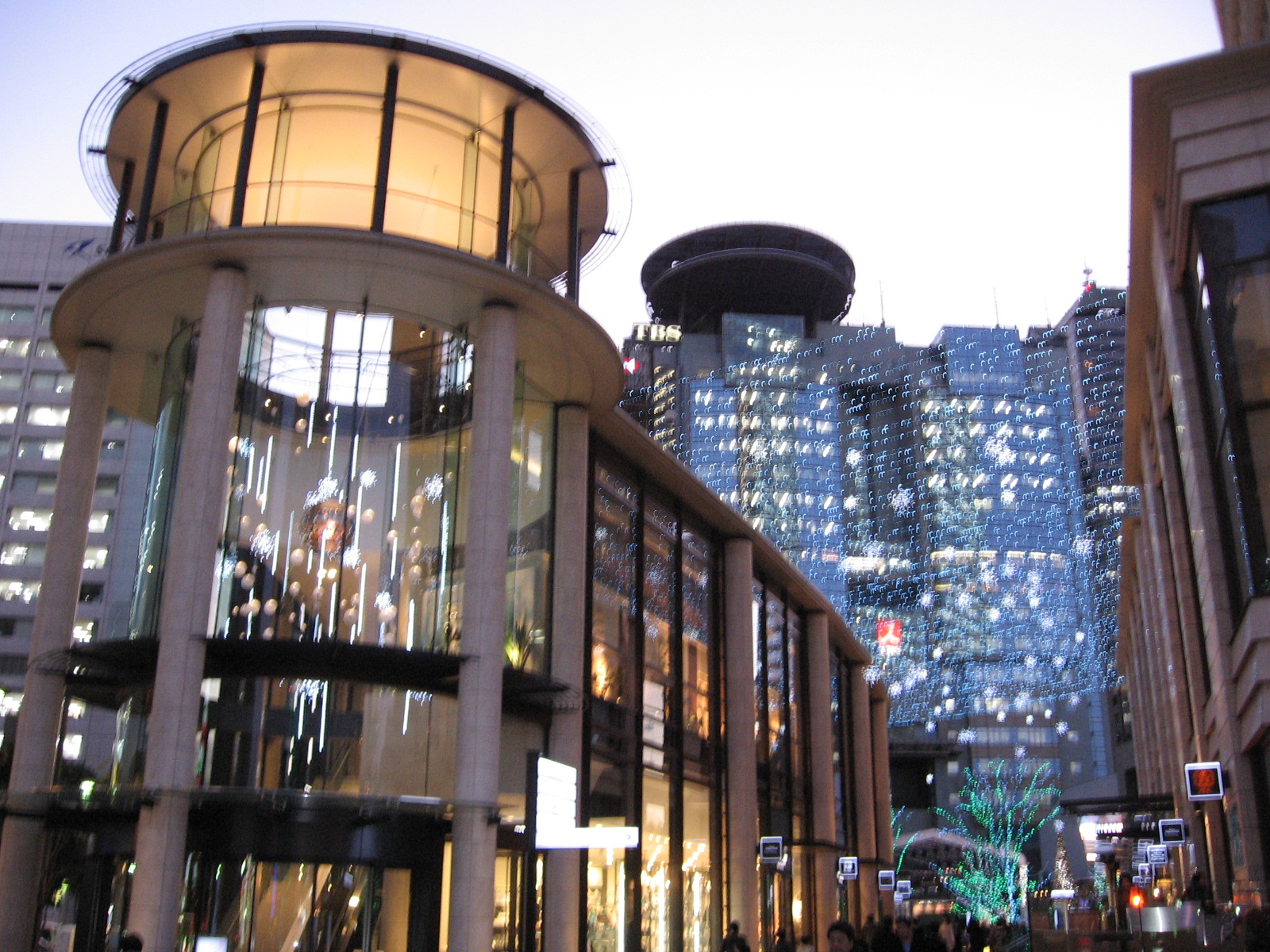
夕暮れの赤坂サカス（手前は赤坂Bizタワーアネックス1、後ろにTBS放送センター）
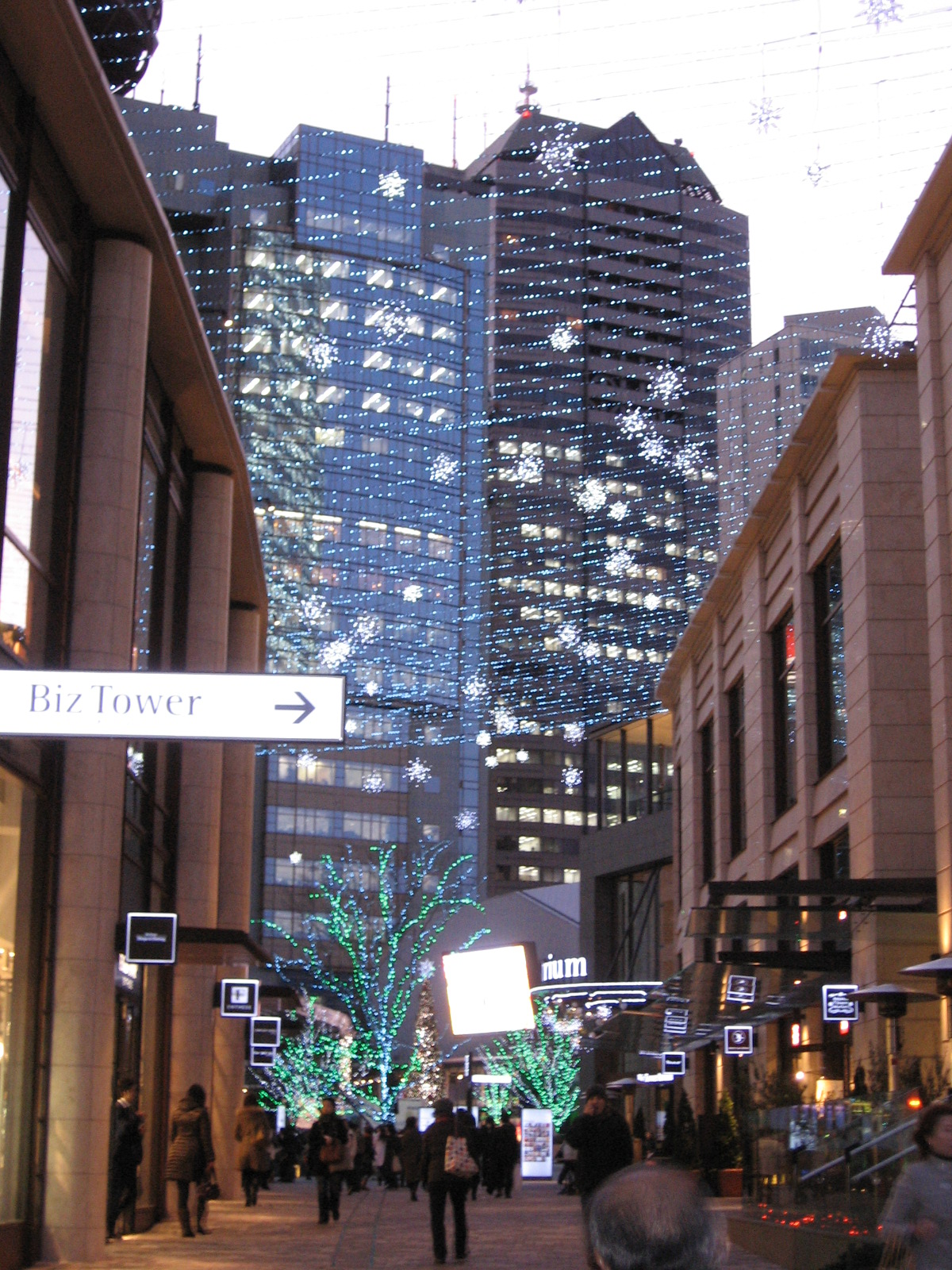
夕暮れの赤坂サカス（赤坂Bizタワーアネックス隣の通り）
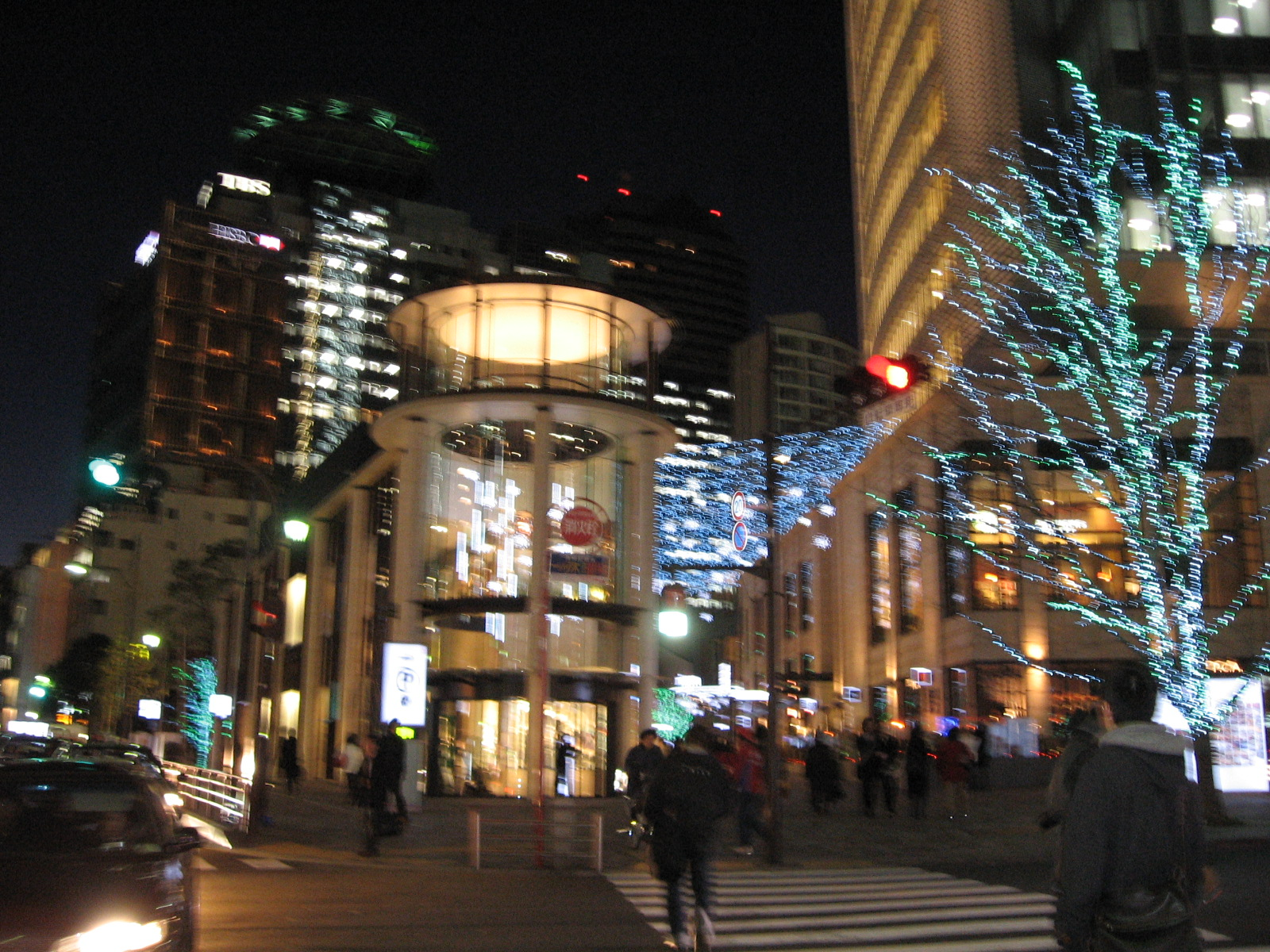
夜の赤坂サカス
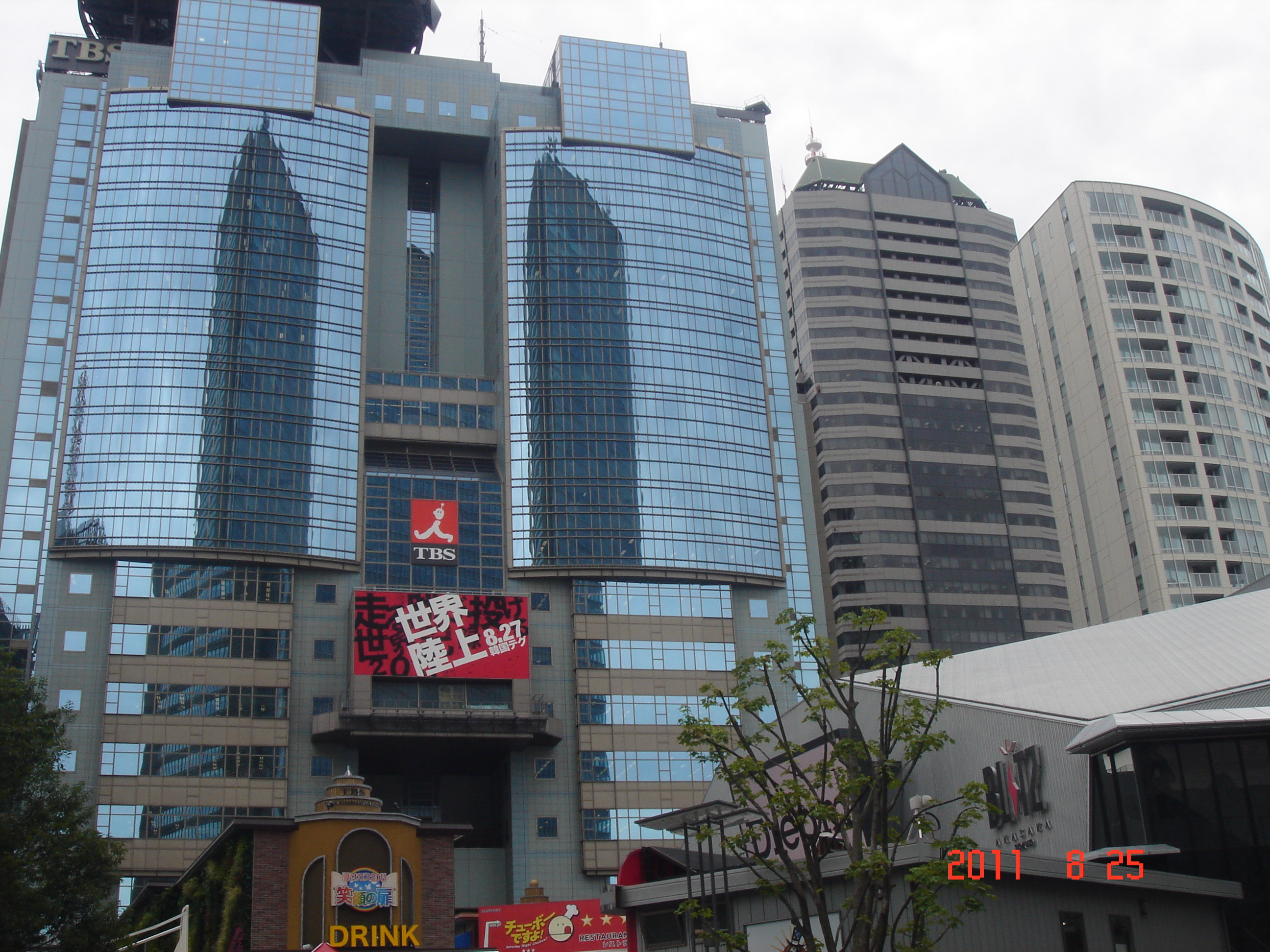
夏サカス2011～笑顔の扉～会期中の赤坂サカス
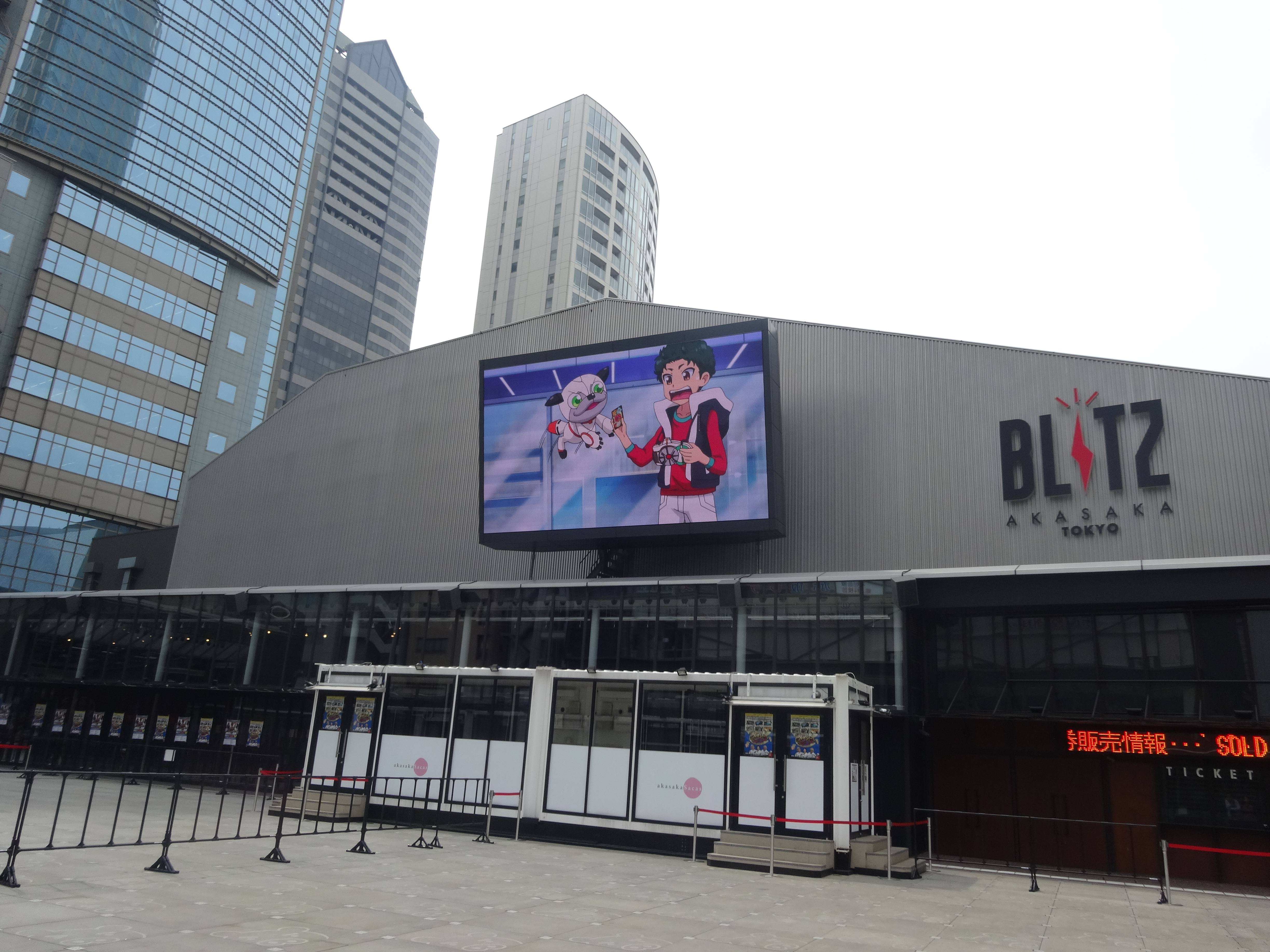
東京メトロ千代田線赤坂駅3b出入口付近から見た赤坂BLITZ（大型イベント非開催時の赤坂サカス）